# シャングリラ (ラジオ番組)
『シャングリラ』は文化放送で2020年4月から2022年3月まで放送されたラジオの生ワイド番組。パーソナリティーは柴田阿弥（フリーアナウンサー・タレント。元SKE48）。
2021年9月までのタイトルは『Society5.0 香格里拉』（ソサエティ5.0 シャングリラ）。

## 放送時間
- 『Society5.0 香格里拉（第1期）』 2020年4月5日 - 2021年9月25日 毎週日曜日10:00 - 13:00（180分）
- 『シャングリラ（第2期）』 2021年10月3日 - 2022年3月27日 毎週日曜日14:00 - 16:00（120分）

いずれも生放送。
第2期は前番組『スポスタ☆MIX ZONE』の機能を統合し、15時台はスポーツニュースやトピックスを中心として構成している。

## 概要
『鎌田實×村上信夫 日曜はがんばらない』『浜美枝のいつかあなたと』『楽器楽園〜ガキパラ〜 for all music-lovers』の放送枠を統合して開始した。
この番組は『ソサエティー5.0』をテーマに関連したニュースと妄想トークを繰り広げ、日曜の放送に相応しい音楽を送る。
2021年10月3日からは番組名が『シャングリラ』に改題。放送時間も毎週日曜日 14:00 - 16:00に変更され、ニュース&スポーツプログラムへとリニューアルされた。

## フロート番組
Society5.0 香格里拉時代
- 峰竜太とみんなの信州（11:05 - 11:20）
  - 土曜 6:45 - 7:00の単独番組から移動。信越放送（毎週日曜 12:25 - 12:40）、東海ラジオ（毎週土曜 13:40 - 13:55）でも放送している。
  - なお、2021年10月の改編と同時に単独番組に戻り、金曜 18:30 - 18:45に移動。2023年4月の改編で土曜 17:45 - 18:00に移動する。

終了したもの
- 柴田阿弥とオテンキのりのジャパン5.0（12:20 - 12:35）
  - （後述）

シャングリラ時代
- ウマ活[2]
  - 関東メイン会場の現地実況:長谷川太、高橋将市
  - ラジオ大阪の『OBCドラマティック競馬』へネット。関西メイン会場でのGI競走開催時は、『ドラマティック競馬』からのネット受け[3]を行うことがある。第3場開催時の中京でGI競走が行われる場合は東海ラジオの制作中継[4]になる場合もある。

### 柴田阿弥とオテンキのりのジャパン5.0
政府広報番組。
2020年3月までエフエム東京とJFN系列38局で合計4年間放送された『秋元才加のWeekly Japan!!』→『秋元才加とJOYのWeekly Japan!!』の後継ぎ番組として1年間放送されていた。文化放送では『正しく知ろう　放射能ホントの話』という政府制作番組を制作したことはあるが、通年放送される番組は初となった（TBSラジオやニッポン放送では放送経験がある）。2021年3月28日（ラジオ大阪と新潟放送は3月29日）をもって終了。再びエフエム東京制作JFN38局ネットに戻り『青木源太・足立梨花 Sunday Collection』を放送開始している。
ネット局数は後述通り19局ネットであり、前番組の『Weekly Japan!!』シリーズよりも聴ける範囲が狭まっており、これはTBSラジオやニッポン放送制作の政府広報番組と同じ傾向である。
ネット局　NRN加盟19局ネット
それぞれ放送時間の早い順から記載。
| 放送対象地域   | 放送局名                  | 放送時間               | 放送期間                     | 備考  |
| -------------- | ------------------------- | ---------------------- | ---------------------------- | ----- |
| 宮崎県         | 宮崎放送（mrt）           | 毎週日曜 6:30 - 6:45   | 2020年4月5日 - 2021年3月28日 |       |
| 島根県・鳥取県 | 山陰放送（BSS）           | 毎週日曜 7:15 - 7:30   | 2020年4月5日 - 2021年3月28日 |       |
| 沖縄県         | ラジオ沖縄（ROK）         | 毎週日曜 7:45 - 8:00   | 2020年4月5日 - 2021年3月28日 |       |
| 北海道         | STVラジオ                 | 毎週日曜 8:00 - 8:15   | 2020年4月5日 - 2021年3月28日 | [ 8 ] |
| 青森県         | 青森放送（RAB）           | 毎週日曜 8:15 - 8:30   | 2020年4月5日 - 2021年3月28日 |       |
| 秋田県         | 秋田放送（ABS）           | 毎週日曜 8:30 - 8:45   | 2020年4月5日 - 2021年3月28日 |       |
| 岩手県         | IBC岩手放送               | 毎週日曜 9:25 - 9:40   | 2020年4月5日 - 2021年3月28日 |       |
| 東海広域圏     | 東海ラジオ（SF）          | 毎週日曜 9:30 - 9:45   | 2020年4月5日 - 2021年3月28日 |       |
| 宮城県         | 東北放送（TBC）           | 毎週日曜 10:15 - 10:30 | 2020年4月5日 - 2021年3月28日 |       |
| 鹿児島県       | 南日本放送（MBC）         | 毎週日曜 10:15 - 10:30 | 2020年4月5日 - 2021年3月28日 |       |
| 広島県         | 中国放送（RCC）           | 毎週日曜 11:45 - 12:00 | 2020年4月5日 - 2021年3月28日 |       |
| 福岡県         | 九州朝日放送（KBCラジオ） | 毎週日曜 11:45 - 12:00 | 2020年4月5日 - 2021年3月28日 | [ 8 ] |
| 山梨県         | 山梨放送（YBS）           | 毎週日曜 12:00 - 12:15 | 2020年4月5日 - 2021年3月28日 |       |
| 石川県         | 北陸放送（MRO）           | 毎週日曜 12:10 - 12:25 | 2020年4月5日 - 2021年3月28日 |       |
| 静岡県         | 静岡放送（SBS）           | 毎週日曜 18:00 - 18:15 | 2020年4月5日 - 2021年3月28日 |       |
| 長野県         | 信越放送（SBC）           | 毎週日曜 20:00 - 20:15 | 2020年4月5日 - 2021年3月28日 |       |
| 関西広域圏     | ラジオ大阪（OBC）         | 毎週月曜 16:40 - 16:55 | 2020年4月6日 - 2021年3月29日 | [ 8 ] |
| 新潟県         | 新潟放送（BSN）           | 毎週月曜 18:15 - 18:30 | 2020年4月6日 - 2021年3月29日 |       |